# Stefanie von Pfetten
Stefanie Christina Baroness von Pfetten (Vancouver, 25 november 1973) is een Canadees actrice van Duitse afkomst.

## Biografie
Stefanie von Pfetten werd geboren in Vancouver. Na de middelbare school ging ze eerst naar Wenen in Oostenrijk. Later studeerde ze kunstgeschiedenis in München en heeft korte tijd gewerkt voor veilinghuis Sotheby's. Terug in Vancouver nam Von Pfetten acteerlessen en ging werken als actrice.
Von Pfetten speelde de rol van Lilly in de science-fiction horrorfilm Decoys en kapitein Marcia Case in de herziene serie Battlestar Galactica uit 2004. Ook had Von Pfetten in 2010 een rol in de fantasyfilm Percy Jackson & the Olympians: The Lightning Thief.

## Filmografie

### Films
| Jaar | Titel                                              | Rol            |
| ---- | -------------------------------------------------- | -------------- |
| 1999 | Little Boy Blues                                   | Odette         |
| 2003 | The Invitation                                     | Anne Prescott  |
| 2003 | Posers                                             | Love           |
| 2004 | Decoys                                             | Lilly Benson   |
| 2004 | Superbabies: Baby Geniuses 2                       | Jennifer Kraft |
| 2006 | One Way                                            | Judy Birk      |
| 2008 | Odysseus and the Isle of the Mists                 | Persephone     |
| 2010 | Icarus                                             | Joey           |
| 2010 | Percy Jackson & the Olympians: The Lightning Thief | Demeter        |
| 2015 | Numb                                               | Dawn           |
| 2016 | Heaven's Floor                                     | Carolyn        |
| 2017 | While You Were Dating                              | Julia          |
| 2018 | Welcome to Marwen                                  | Wendy          |

### Televisie (selectie)
| Jaar | Titel                   | Rol                            |
| ---- | ----------------------- | ------------------------------ |
| 1999 | The Sentinel            | Molly                          |
| 2002 | The Twilight Zone       | Nancy O'Brien                  |
| 2003 | A Date with Darkness    | Teri                           |
| 2003 | Jeremiah                | Sandra                         |
| 2005 | The L Word              | Kelly                          |
| 2006 | Battlestar Galactica    | kap. Marcia Case               |
| 2007 | Christmas Caper         | Holly Barnes                   |
| 2008 | Ba'al                   | Carol                          |
| 2009 | NCIS                    | Sara Korby                     |
| 2009 | Too Late to Say Goodbye | Jenn Corbin                    |
| 2010 | Better Off Ted          | Greta                          |
| 2013 | Cracked                 | dr. Daniella Ridley (hoofdrol) |
| 2016 | Shooter                 | Kasper                         |
| 2017 | The Last Tycoon         | Marlene Dietrich               |
| 2022 | Legends of Tomorrow     | dr. Irina Petrov               |